# ماريا كارولينا أميرة بوربون
ماريا كارولينا أميرة بوربون والصقليتين ودوقة باليرمو (بالإيطالية: Maria Carolina di Borbone-Due Sicilie)‏ (23 يونيو 2003) هي الابنة البكر للأمير كارلو، دوق كاسترو والأميرة كاميلا، دوقة كاسترو.

## عن حياتها
ولدت الأميرة ماريا كارولينا في 23 يونيو 2003 في روما، إيطاليا. وتعتبر أول عضو في عائلة بوربون والصقليتين يولد على الأراضي الإيطالية منذ أكثر من 150 عاما.

## ظهورها في فيلم سينمائي
في عام 2014، ظهرت الأميرة ماريا كارولينا في فيلم غريس أميرة موناكو على الرغم من انه كان لها دور صغير في ذلك الفيلم.